# Geißberg
Geißberg (słoweń. Kozjak lub Kosiak) – szczyt w paśmie Karawanki w Alpach, na granicy między Słowenią a Austrią. Dawniej szczyt nosił nazwę Ovčji Vrh, jednak obecnie nazwy Kozjak/Kosiak/Geißberg są częściej używane (poprzednio odnosiły się do mało ważnego wierzchołka od północnej strony szczytu. Szczyt można zdobyć łatwą drogą od strony południowej przez schronisko Klagenfurter Hütte, od północnej strony szczyt opada stromą ścianą.